# Харт Ниббриг, Фердинанд
Фердинанд Харт Ниббриг (нидерл. Ferdinand Hart Nibbrig; 5 апреля 1866, Амстердам — 12 октября 1915, Ларен) — нидерландский художник-импрессионист и теософ. Один из первых художников-люминистов в Нидерландах.

## Ранние годы
Фердинанд Харт Ниббриг родился 5 апреля 1866 года в Амстердаме в семье торговца Питера Якобюса Харт Ниббрига и его жены Элизабет Агнеты Харт. Он был вторым ребёнком в семье — у него было два брата и две сестры. В возрасте 17 лет Фердинанд поступил в Амстердамскую академию художеств.

## Творчество
Первые 10 лет своей творческой биографии Харт Ниббриг писал свои полотна прежде всего в импрессионистской манере — так называемой Амстердамской школы. В 1890 году Фердинанд приезжает в Париж, где в течение года живёт и работает. Здесь он попадает под влияние творчества Ван Гога и Ж. Сёра, начинает писать свои картины в пуантилистском стиле. Был одним из первых художников-люминистов в Нидерландах; его работы отличаются обилием света и написаны ясными красками.
Художник долгое время жил в городке Ларен, в нидерландском регионе Гой, однако «на этюды» ездил в различнейшие уголки страны от Фрисландии до Зеландии. Совершил также рабочие поездки в Северную Африку и Германию, где много рисовал.
В 1908 году он становится членом Гойской ложи Теософского общества. Был, как и его жена, последователем известного теософа и предсказателя Рудольфа Штейнера.

## Личная жизнь
Харт Ниббриг женился в возрасте двадцати девяти лет. Его избранницей стала 25-летняя Йоханна Бартрёйда Молтзер, уроженка Амстердама и дочь предпринимателя Кристиана Николаса Якоба  Молтзера. Их брак был зарегистрирован 25 апреля 1895 года в Амстердаме. У них было четверо детей: трое сыновей и дочь. Младший сын Фердинанд Элиза также стал художником, а его старшие братья занимали руководящие посты в компании «Lucas Bols».
Фердинанд умер в октябре 1915 года в возрасте 49 лет.

## Галерея

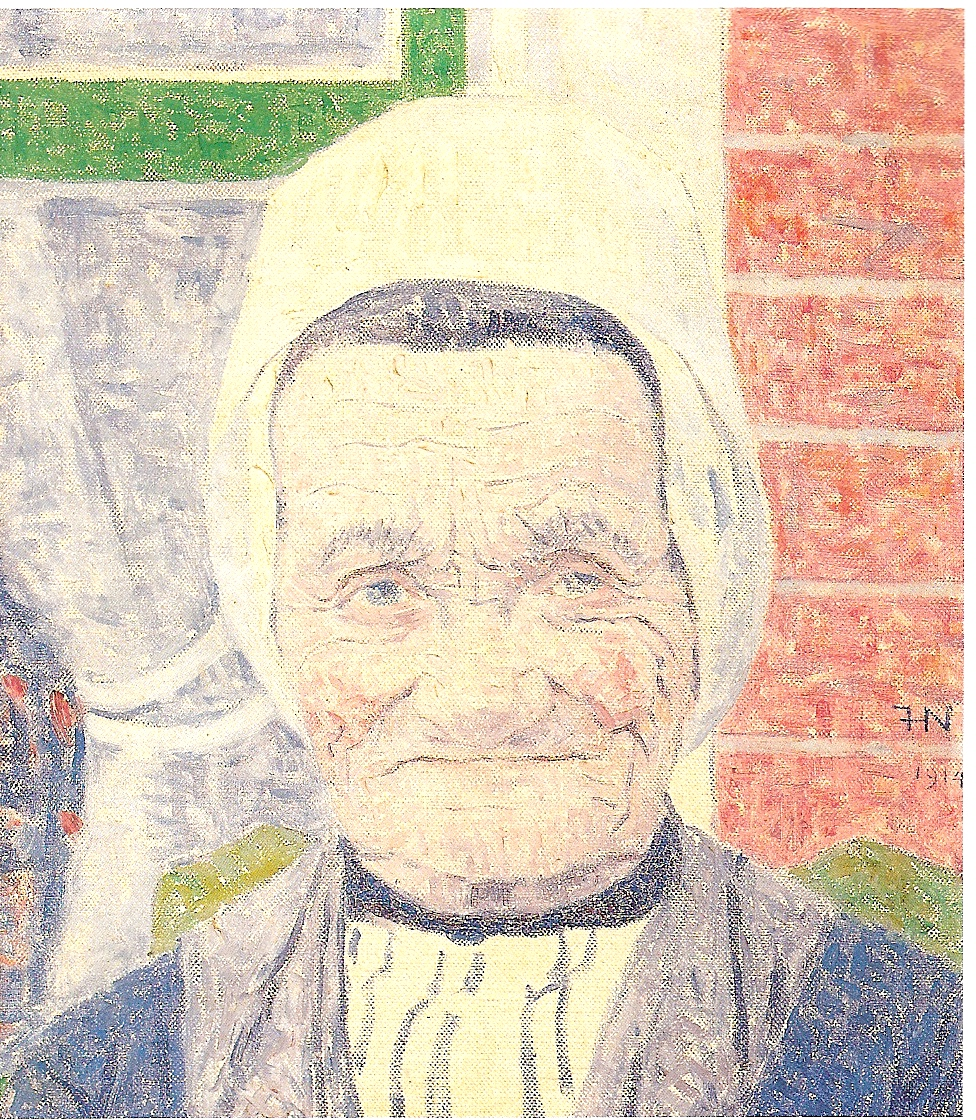
Старая Мартина (1914)
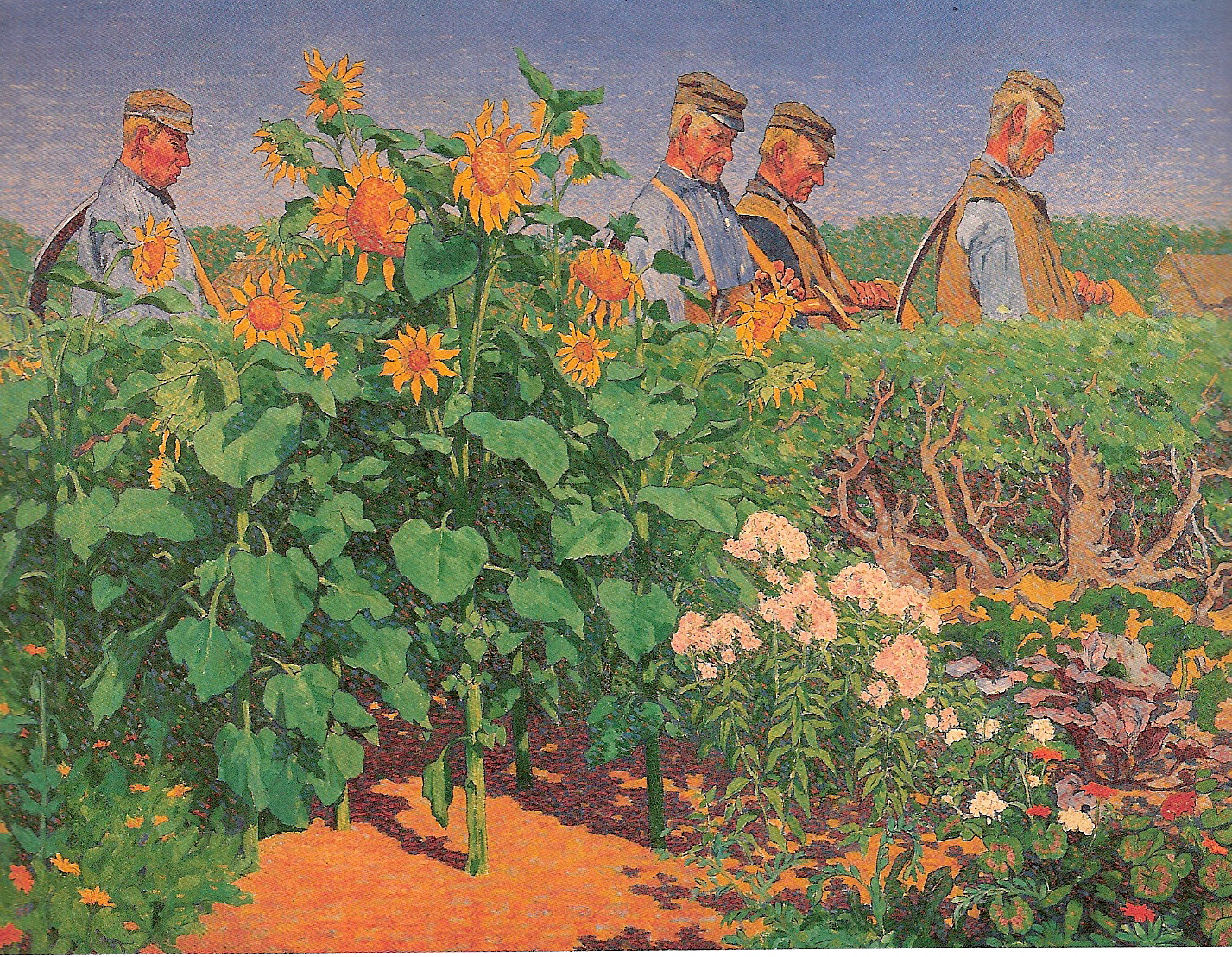
Летнее утро (1894)
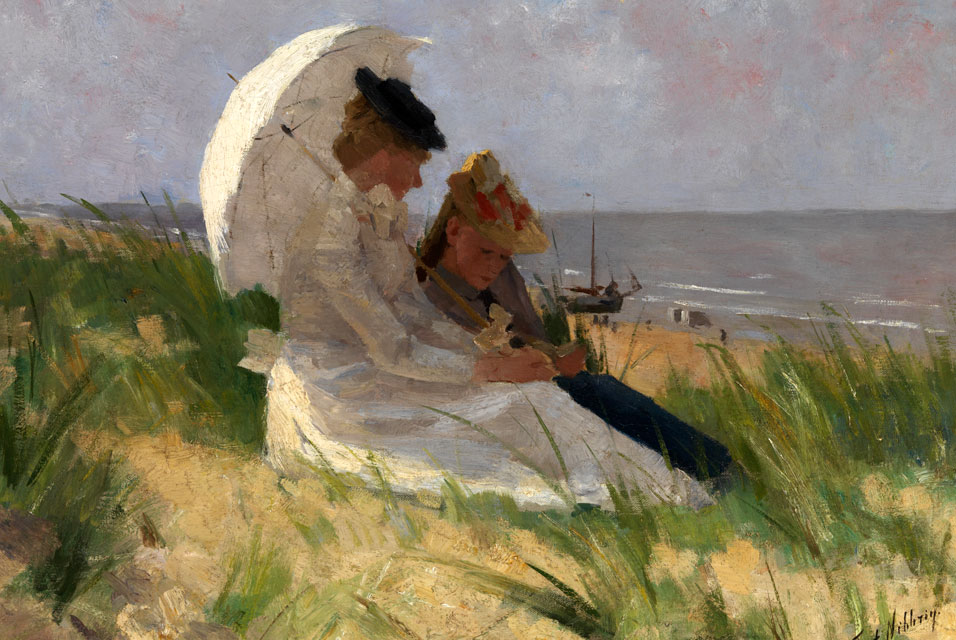
(1892)
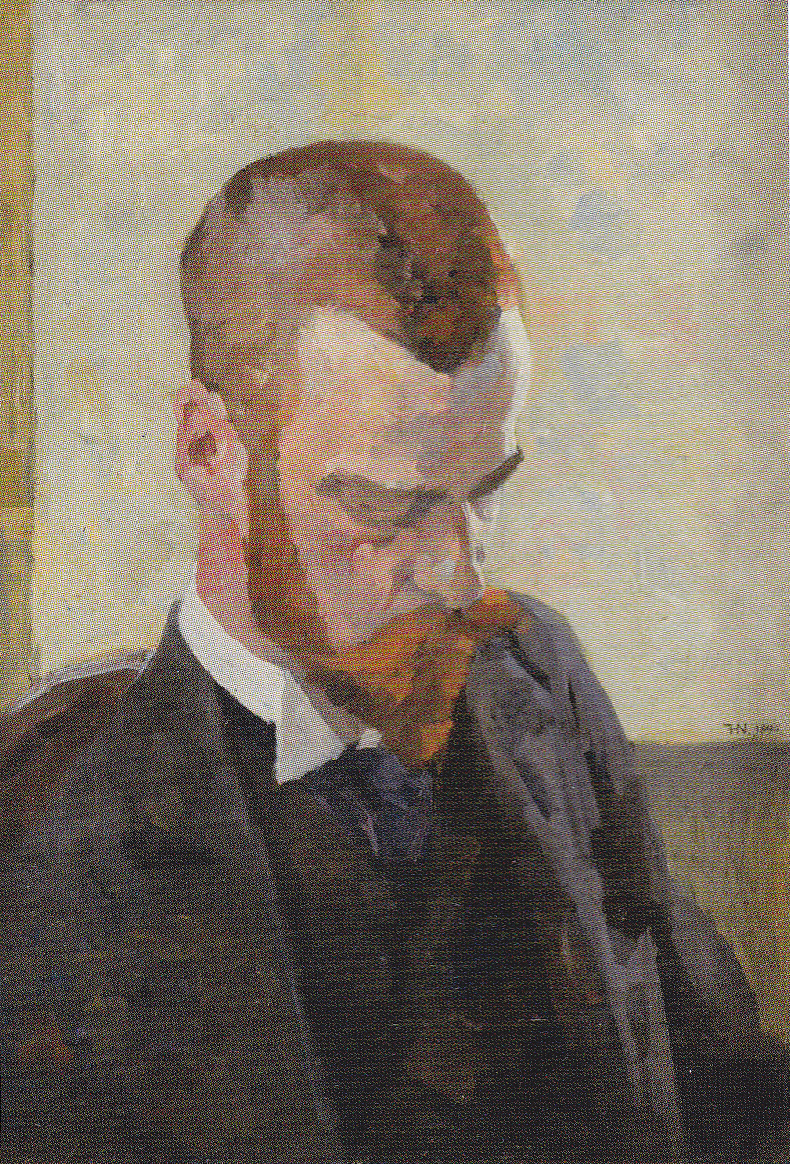
(1894)